# دانشگاه ایالتی فرانسیسک اسکورینا گومل
دانشگاه ایالتی فرانسیسک اسکورینا گومل (به لاتین: Francisk Skorina Gomel State University) یک دانشگاه در بلاروس است که در گومل واقع شده‌است.